# Op 'n Paad
Op 'n Paad is het vierde soloalbum van de Friese zanger Gurbe Douwstra. De cd wordt in 2019 opgenomen in Studio2BE in Woudsend en uitgebracht in eigen beheer.

## Bezetting
- Gurbe Douwstra – zang, gitaar
- Johanna van der Veen – banjo, mandoline
- Jan de Vries - dobro, mandoline, accordeon, gitaar, mondharmonica, zang
- Wander van Duin – contrabas, gitaar, zang
- Laura ter Beek - viool
- Chris Kalsbeek - Ierse bouzouki
- Gerbrich van Dekken - Zang
- Garm Dikland - percussie
- Evertjan 't Hart - Fluit
- Martijn Engbrenghof - Techniek
- Harry Zwerver - mix en productie

## Tracklist
1. As It Myn Tiid Is (Muziek & Tekst Gurbe Douwstra)
2. Leste Groet (Muziek Steve Earle, Tekst Gurbe Douwstra)
3. Gjin Spyt (Muziek & Tekst Gurbe Douwstra)
4. Fergetten Wa't Ik Bin (Muziek & Tekst Gurbe Douwstra)
5. De Kwaal (Muziek & Tekst Gurbe Douwstra)
6. Oer De Helte (Muziek & Tekst Gurbe Douwstra)
7. Astu Ea (Muziek J.W. Roy, Tekst Gurbe Douwstra)
8. Fryslan Stjonkt (Muziek & Tekst Gurbe Douwstra)
9. Faam Fan De Burgumermar (Muziek trad., Tekst Gurbe Douwstra)
10. Op 'n Paad (Muziek & Tekst Gurbe Douwstra)